# Structure cristalline
Pour les articles homonymes, voir Cristal (homonymie).

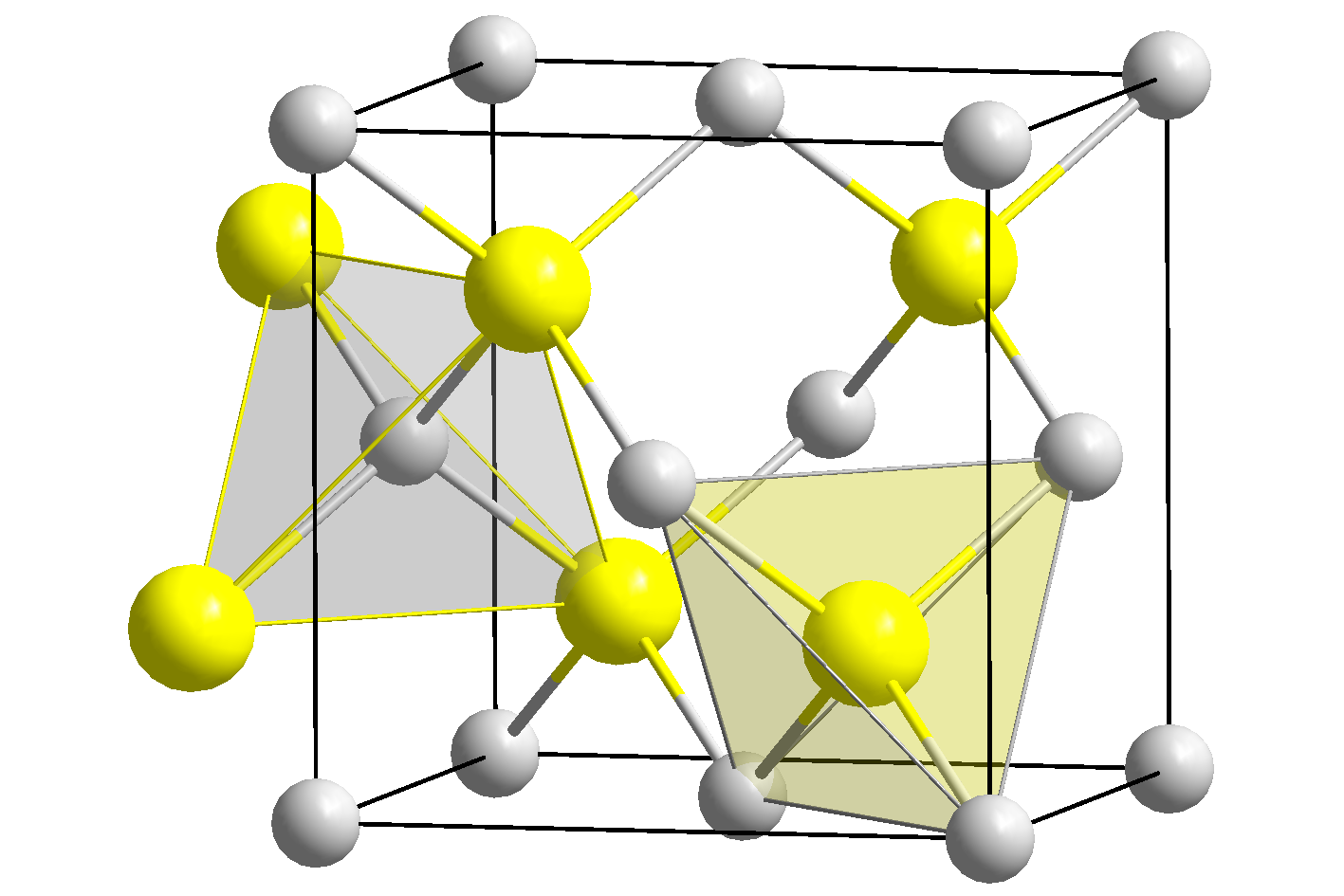
Structure blende de la sphalérite ZnS, à maille cubique à faces centrées.

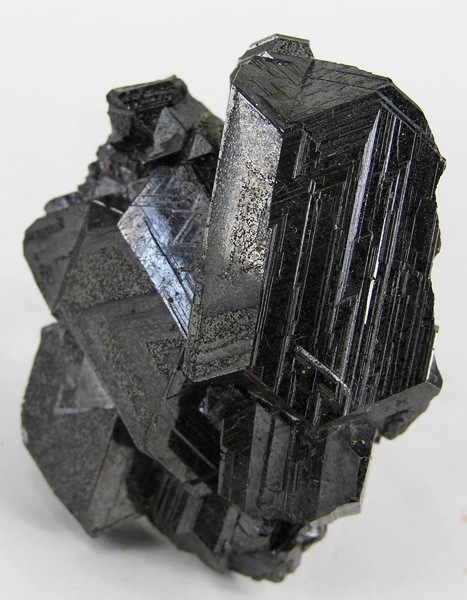
Sphalérite de Naica, au Chihuahua (Mexique). La structure cristalline détermine les plans de clivage et donc la forme des cristaux.

En cristallographie, la structure cristalline d'un matériau décrit l'arrangement ordonné des atomes, ions ou molécules qui se répète périodiquement dans les trois dimensions sous l'effet des opérations de symétrie du groupe d'espace d'un cristal. De telles structures ordonnées résultent des propriétés intrinsèques des espèces chimiques constituant les matériaux cristallisés. Leur étude est un aspect fondamental de nombreux domaines de la science et de la technologie.
Le plus petit groupe de particules formant l'unité périodiquement répétée d'un matériau constitue sa maille cristalline. Ses vecteurs de translation dans les trois dimensions définissent les nœuds du réseau de Bravais : la norme a, b et c de ces vecteurs et l'angle α, β et γ qu'ils forment entre eux constituent les paramètres de maille du cristal ; le nombre d'unités de formule par maille est noté Z et complète la description.
La structure cristalline d'un matériau et ses symétries jouent un rôle déterminant dans de nombreuses propriétés physiques telles que les plans de clivage, la structure de bandes électroniques et la transparence optique. Elle est entièrement décrite par la position de ses espèces chimiques dans la maille du cristal, ses paramètres de maille, son réseau de Bravais et son groupe d'espace, autant d'informations reprises dans les fichiers informatiques au format CIF. Il existe 230 groupes d'espace susceptibles de décrire les symétries d'arrangement tridimensionnel de particules en réseau.

Exemples de structures cristallines.
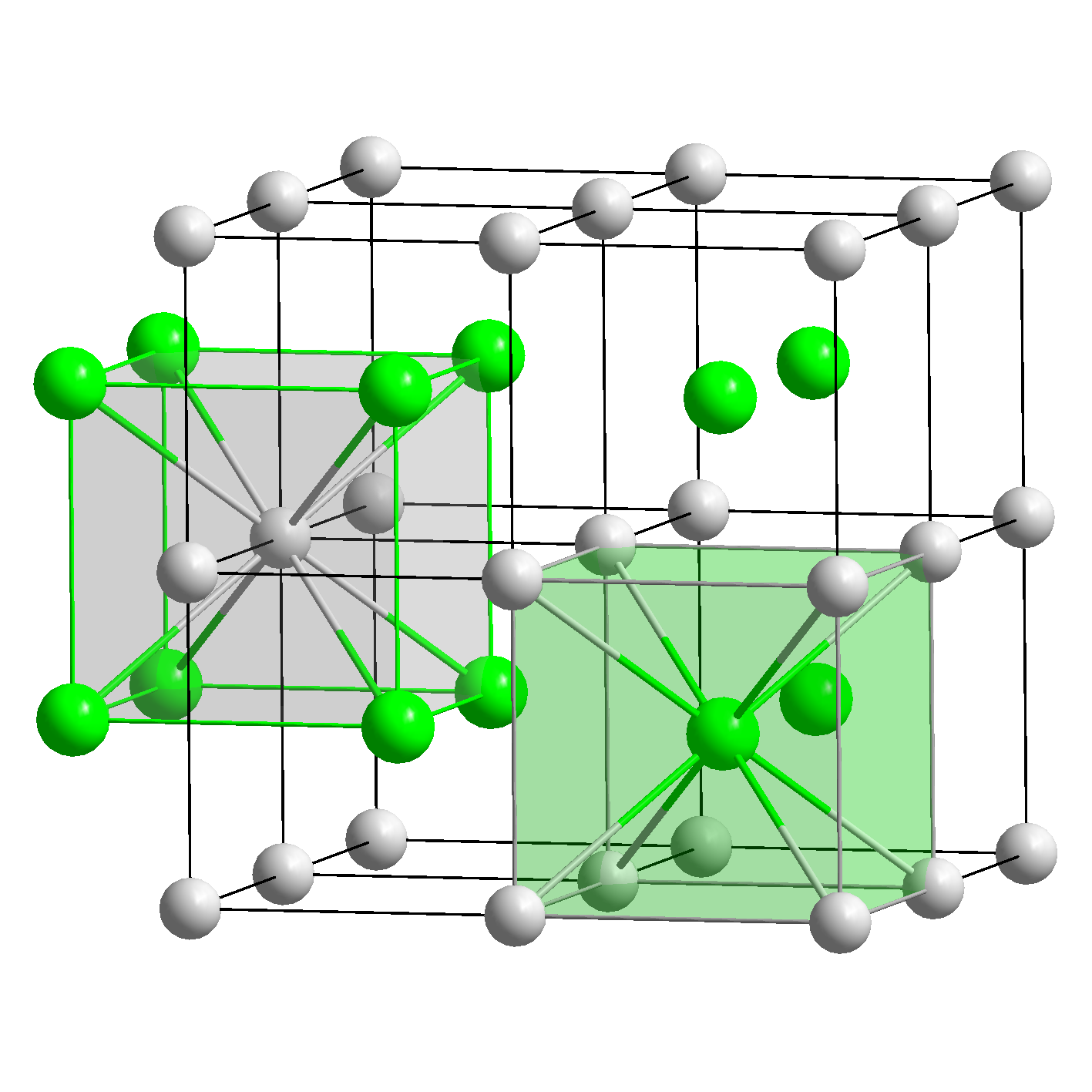
CsCl.
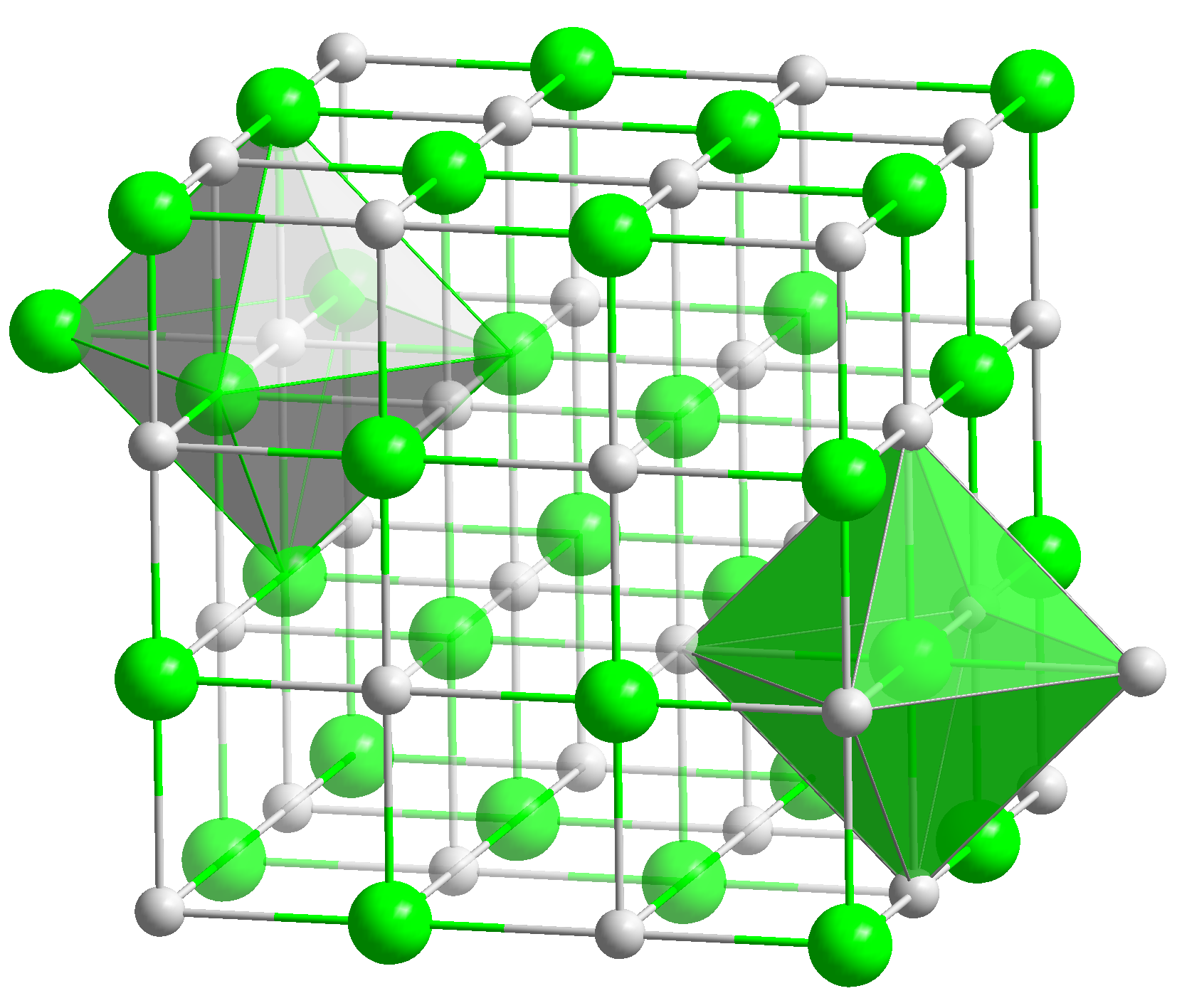
NaCl.
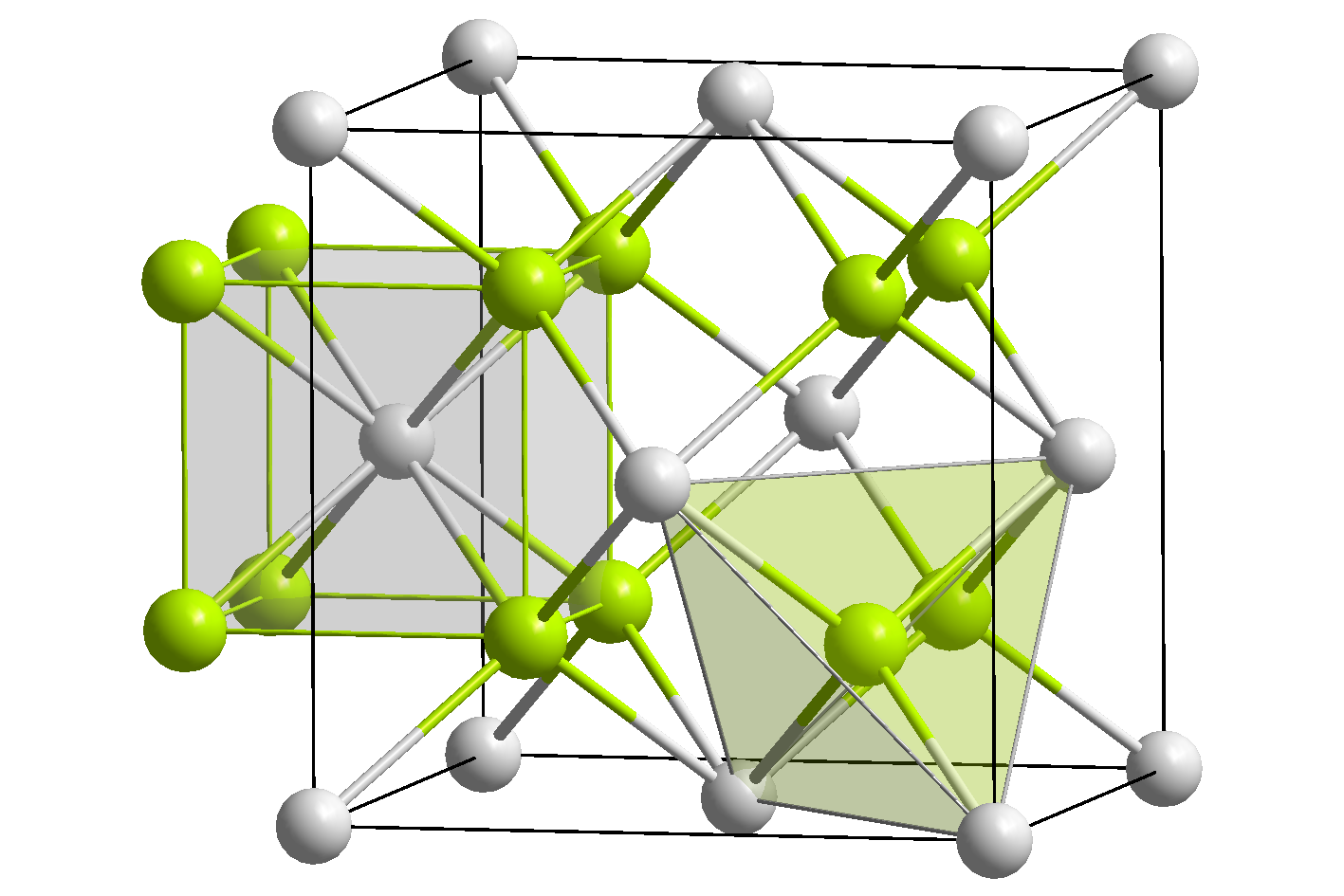
CaF2.
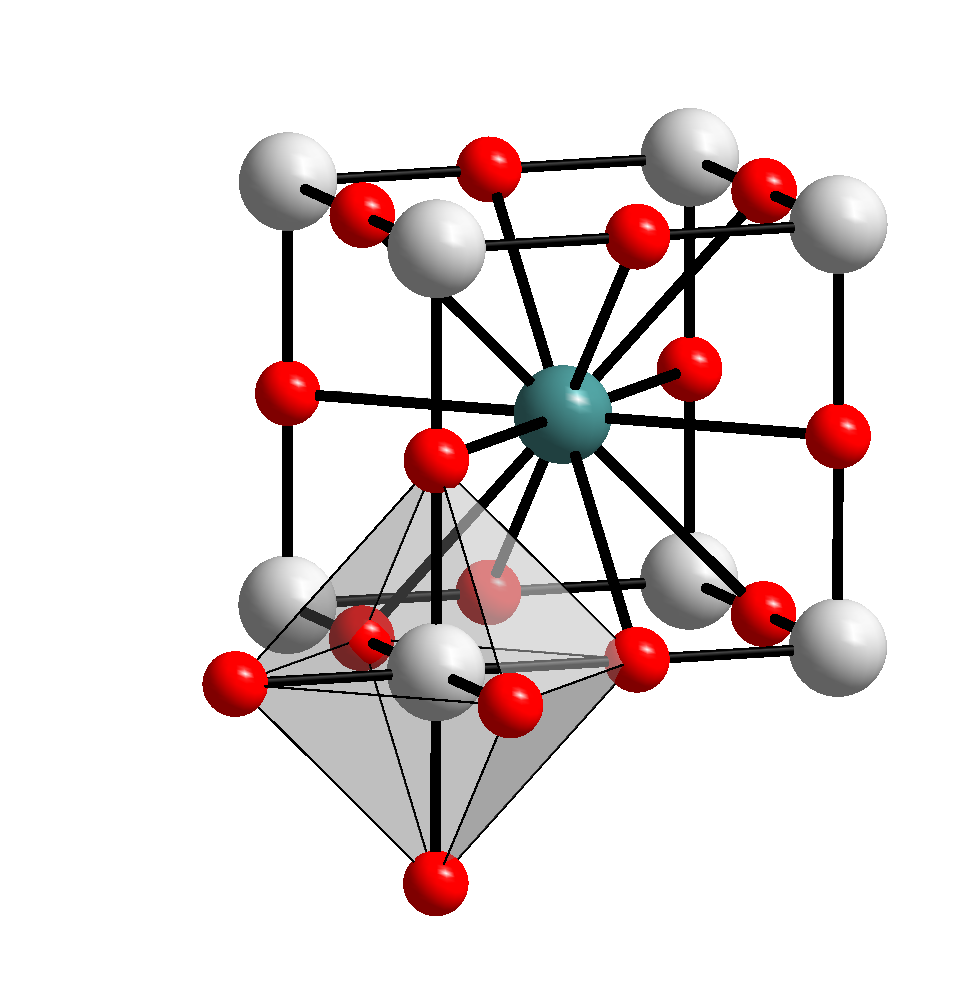
CaTiO3.

## Maille et paramètres
La structure cristalline d'un matériau décrit la géométrie de l'arrangement tridimensionnel des particules constituant sa maille cristalline. Cette dernière est définie comme étant la plus petite unité de répétition portant toutes les symétries du cristal. La géométrie de la maille cristalline est définie comme un parallélépipède décrit par six paramètres de maille correspondant à la longueur a, b et c de ses arêtes et à l'angle α, β et γ entre elles.
La position des particules dans la maille cristalline est donnée par les coordonnées fractionnaires (xi, yi, zi) le long des arêtes du parallélépipède de référence à partir d'un point d'origine. Il devient alors possible de ne disposer que des coordonnées du plus petit groupe de particules asymétrique, appelé unité asymétrique cristallographique. Celle-ci peut être choisie de telle sorte qu'elle occupe le plus petit espace physique, ce qui signifie qu'il n'est pas nécessaire que les particules qui la constituent soient situées à l'intérieur des limites de la maille. La position de toutes les autres particules de la maille se déduit de celles de l'unité asymétrique en leur appliquant toutes les opérations de symétrie du réseau cristallin ; l'ensemble de ces opérations de symétrie détermine le groupe d'espace de la structure cristalline.

paramètres de maille a, b, c, α, β et γ.
Atome supplémentaire en (x2, y2, z2) = ( 2⁄ 3, 1⁄ 3, 1⁄ 2)[5], maille hexagonale compacte.

## Maille élémentaire, maille conventionnelle
Une maille élémentaire (ou primitive) est une maille de volume minimal qui contient un seul nœud du réseau. La répétition périodique de cette maille dans les trois dimensions de l'espace suffit à reproduire l'intégralité du réseau et de la structure. Souvent, pour des raisons de commodité ou pour faire mieux ressortir la symétrie, on utilise pour décrire le cristal une maille multiple, contenant plusieurs nœuds et qui n'est donc pas élémentaire : c'est la maille conventionnelle. La multiplicité de la maille est alors définie par le nombre de nœuds qu'elle contient.
Une maille est définie par les trois vecteurs de base a, b et c.
Le choix de ces trois vecteurs n'est pas unique, on peut donc définir plusieurs mailles élémentaires qui pourront plus ou moins bien montrer la symétrie du réseau. On utilise généralement les paramètres de maille : les longueurs des vecteurs, a, b et c, et les angles formés entre eux, α, β et γ. Deux mailles de même multiplicité mais définies par des vecteurs de base différents occupent le même volume. Pour un réseau cristallin donné, une maille de multiplicité m occupe le volume mV, V étant le volume de la maille élémentaire du réseau.

## Réseau cristallin
Un solide cristallin est constitué par la répétition périodique dans les 3 dimensions de l'espace d'un motif atomique ou moléculaire, contenu dans une unité de répétition périodique appelé maille ; de la même façon qu'un papier peint est constitué de la répétition d'un même motif.
La périodicité de la structure d'un cristal est donc représentée par un ensemble de points régulièrement disposés.
Cet ensemble est appelé réseau cristallin et les points le constituant sont appelés nœuds du réseau.
À cause de la périodicité du réseau, toute paire de nœuds (O, M) définit un vecteur :
{\displaystyle {\overrightarrow {\mathrm {OM} }}=m_{1}\,{\vec {a_{1}}}+m_{2}\,{\vec {a_{2}}}+m_{3}\,{\vec {a_{3}}}}
{\displaystyle m_{1}}, {\displaystyle m_{2}}, {\displaystyle m_{3}} étant des entiers relatifs si la maille choisie pour décrire le réseau est primitive.
Les trois vecteurs {\displaystyle {\vec {a_{1}}}}, {\displaystyle {\vec {a_{2}}}} et {\displaystyle {\vec {a_{3}}}} sont linéairement indépendants et constituent une base du réseau cristallin. Pour chaque réseau, il existe une infinité de bases.
Le réseau cristallin est aussi appelé réseau direct, par opposition au réseau réciproque, qui est sa transformée de Fourier et que l'on observe par des expériences de diffractométrie.

## Réseau de Bravais
Un réseau de Bravais est un réseau de nœuds obtenu par translation suivant des vecteurs de base à partir d'un nœud unique. Les réseaux de Bravais sont classés en 14 types en trois dimensions (5 types en deux dimensions) et représentent la périodicité de la structure cristalline. Celle-ci est obtenue à partir d'un ensemble minimal d'atomes occupant l'unité asymétrique, répétés dans l'espace selon les opérations du groupe d'espace du cristal. Tous les matériaux cristallins ont une périodicité correspondant à l'un de ces réseaux (mais pas les quasi-cristaux). Les 14 types de réseau de Bravais en trois dimensions sont listés dans le tableau ci-dessous.
| Famille cristalline             | Système réticulaire             | Groupe ponctuel de symétrie (Schoenflies) | Mailles cristallines des 14 réseaux de Bravais | Mailles cristallines des 14 réseaux de Bravais | Mailles cristallines des 14 réseaux de Bravais | Mailles cristallines des 14 réseaux de Bravais |
| Famille cristalline             | Système réticulaire             | Groupe ponctuel de symétrie (Schoenflies) | Primitive (P)                                  | Base centrée (S)                               | Corps centré (I)                               | Face centrée (F)                               |
| ------------------------------- | ------------------------------- | ----------------------------------------- | ---------------------------------------------- | ---------------------------------------------- | ---------------------------------------------- | ---------------------------------------------- |
| Triclinique (a) (ou anortique)  | Triclinique (a) (ou anortique)  | Ci                                        | aP                                             |                                                |                                                |                                                |
| Monoclinique (m)                | Monoclinique (m)                | C2h                                       | mP                                             | mS                                             |                                                |                                                |
| Orthorhombique (o)              | Orthorhombique (o)              | D2h                                       | oP                                             | oS                                             | oI                                             | oF                                             |
| Tétragonal (t) (ou quadratique) | Tétragonal (t) (ou quadratique) | D4h                                       | tP                                             |                                                | tI                                             |                                                |
| Hexagonale (h)                  | Rhomboédrique                   | D3d                                       | hR                                             |                                                |                                                |                                                |
| Hexagonale (h)                  | Hexagonal                       | D6h                                       | hP                                             |                                                |                                                |                                                |
| Cubique (c) (ou isométrique)    | Cubique (c) (ou isométrique)    | Oh                                        | cP                                             |                                                | cI                                             | cF                                             |

## Groupe d'espace, unité asymétrique
Le groupe d'espace d'un cristal contient l'ensemble des opérations de symétrie de la structure cristalline. On ne considère ici pas seulement la maille mais aussi les atomes qu'elle contient.
L'unité asymétrique d'un cristal est le plus petit volume à l'intérieur de la maille à partir duquel l'ensemble du cristal infini peut être reconstitué en appliquant les opérations de symétrie du groupe d'espace. Dans le cas du groupe d'espace triclinique P1, l'unité asymétrique est la totalité de la maille ; dans les autres groupes d'espace, elle est plus petite que la maille. Le volume de la maille est un multiple entier du volume de l'unité asymétrique.
Le groupe ponctuel de symétrie de l'unité asymétrique est 1 lorsque l'on considère les atomes qu'elle contient : il ne contient pas d'autres opérations de symétrie que l'identité, d'où le nom « asymétrique ». Cependant, la forme du volume défini par l'unité asymétrique peut avoir une symétrie supérieure.

## Position des atomes
Pour décrire la structure d'un cristal, connaissant sa maille conventionnelle, ses paramètres de maille et son groupe d'espace (et donc son réseau de Bravais), il suffit de connaître la position des atomes dans l'unité asymétrique. Les atomes contenus dans l'unité asymétrique sont tous indépendants par symétrie les uns des autres : leurs positions appartiennent toutes à des orbites cristallographiques différentes.
Les positions des atomes sont données par leurs coordonnées x, y et z dans la base formée par les vecteurs de la maille a, b et c.

## Polyèdres de coordination
À partir de toutes ces informations, il est possible de décrire plus précisément une structure cristalline, en déterminant les polyèdres de coordination formés par les atomes et la façon dont ces polyèdres sont reliés entre eux. Cela permet de comparer plus facilement différentes structures cristallines.

## Structures types

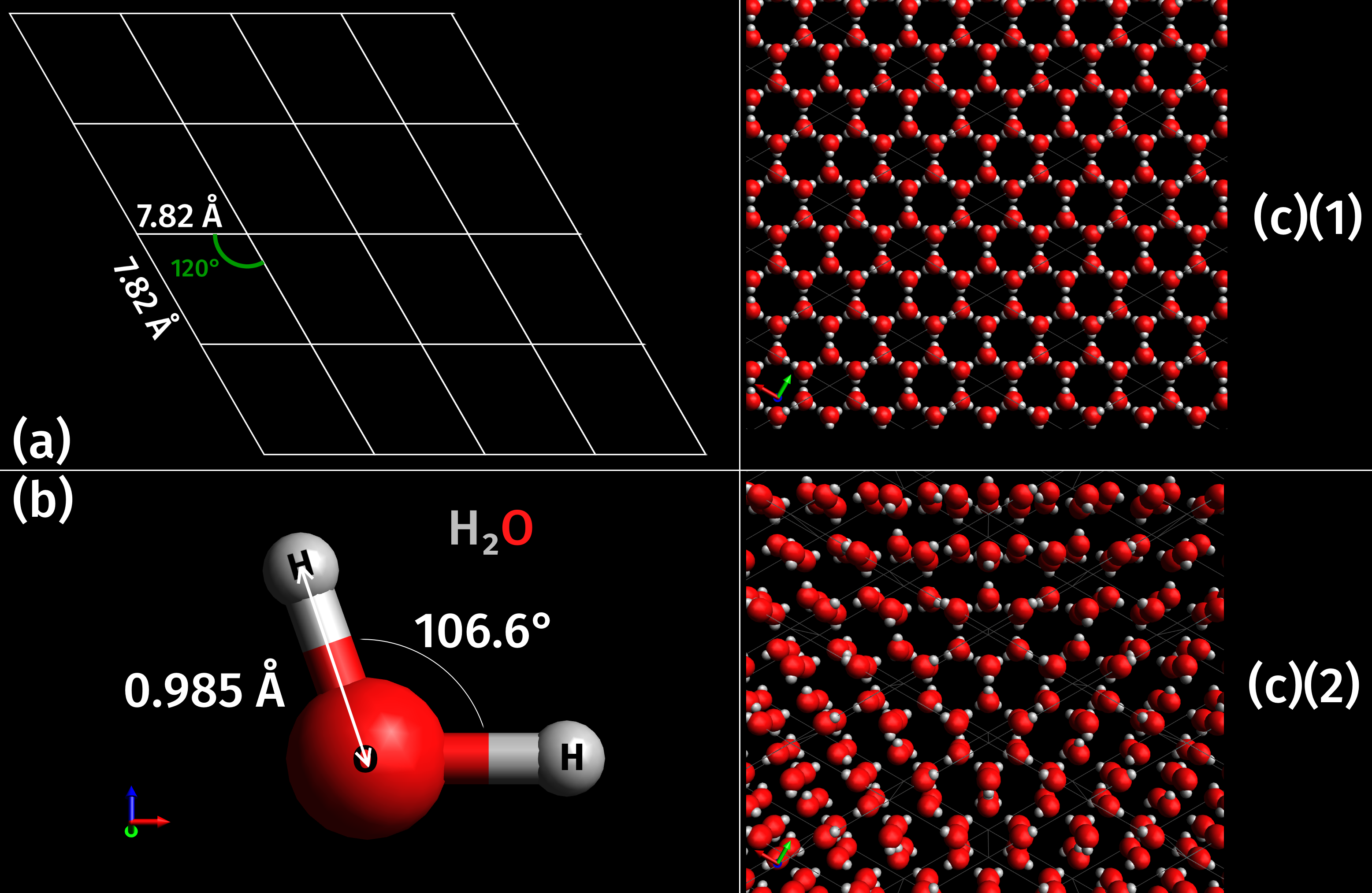
La structure de glace d'eau

Il existe beaucoup de cristaux isostructurels entre eux, c'est-à-dire qu'ils forment la même structure, bien que leurs compositions chimiques, donc la taille des ions, donc le paramètre de maille, peuvent être différents : les atomes et surtout les polyèdres de coordination sont arrangés de façon très similaire. Ils cristallisent alors dans une « structure type », qui est utilisée pour désigner la structure de tous ces cristaux.
Par exemple, la structure de la pérovskite CaTiO3 est retrouvée, souvent déformée par rotation des octaèdres BX6, dans plusieurs matériaux de formule générale ABX3, comme BaTiO3, PbZrO3, etc. On dit qu'ils cristallisent dans la structure pérovskite.